# Hybomys badius
Hybomys badius — вид гризунів родини мишевих (Muridae). Зустрічається тільки в Камеруні. Його природне місце проживання — субтропічні або тропічні вологі гірські ліси. Йому загрожує втрата середовища проживання.

## Морфологічна характеристика
Це дрібний гризун з довжиною голови й тулуба від 105 до 137 мм, довжиною хвоста від 108 до 121 мм, довжиною стопи від 27 до 31 мм, довжиною вух від 15 до 18 мм і вагою до 75 грамів. Хутро довге, блискуче і шовковисте. Верхня частина тіла від темно-червонувато-коричневого до темно-коричневого, зі світло-жовтувато-коричневими або каштановими відблисками та чорною смугою на спині, що тягнеться від плечей до основи хвоста. Боки світліші й червонуваті, а черевні частини коричнево-вохряні, з основою волосків сірого кольору. Голова і шия кремезні, а морда тупа. Вуха круглі, темні. Ноги чорно-бурі, підошви чорні. Хвіст такої ж довжини, як голова й тулуб, вкритий чорною лускою і численними короткими темними щетинками.

## Поведінка
Це наземний вид і хороший плавець, активний як вдень, так і вночі. Також частково харчується іншими тваринами.